# Boltija
Boltija je naselje v Občini Litija.